# Eckardtsturm
Der Eckardtsturm ist ein Aussichtsturm in der oberfränkischen Stadt Coburg, der 1873 errichtet wurde und als Baudenkmal in der Bayerischen Denkmalliste eingetragen ist. Das Bauwerk steht auf dem 432 Meter hohen Eckardtsberg. Es bildet zusammen mit den Landmarken Veste Coburg, Schloss Callenberg und Bismarckturm ein Türmerechteck auf den Anhöhen um die Innenstadt Coburgs mit gegenseitiger Sichtverbindung.

## Geschichte
Einen ersten Entwurf für einen Turm im gotischen Stil auf dem Eckardtberg ließ Herzog Ernst I. um 1810 vom Fürstlich-Leiningischen Architekten Peter Speeth anfertigen. Zwischen 1839 und 1840 entwarf Carl Alexander Heideloff ein Mausoleum für die herzogliche Familie. Die Planungen der neugotischen Grabeskirche mit einer Doppelturmfassade schliefen aber mit Tod von Herzog Ernst I. im Jahr 1844 ein. Sein Sohn und Nachfolger Herzog Ernst II. verfolgte weiter den Gedanken eines Bauwerks auf dem Eckardtsberg. 1852 entwarf in seinem Auftrag der Hofbaumeister Wilhelm Streib den Bau einer künstlichen Ruine. Das Projekt wurde aber fallengelassen. Am 1. Oktober 1872 erwarb schließlich der Herzog von Paul Julius Reuter, den er am 7. September 1871 in den Freiherrnstand erhoben hatte, 0,0591 Hektar für den Bau eines Turms auf einem spornartigen westlichen Bergvorsprung. Ernst II. ließ darauf für 5544 Gulden einen Aussichtsturm nach Plänen des Architekten und Hofbaumeisters Carl Friedrich Wilhelm Streib bauen. Die Grundsteinlegung war am 3. Mai 1873 und die Fertigstellung am 15. Oktober 1873. 1917 wurde die Stadt Coburg Eigentümer des Bauwerks. Unterhalb des Turmes entstand 1892 das 1979 geschlossene Ausflugslokal Eckardtsklause und später die Ausflugsgaststätte Klein-Amerika, die 1976 aufgegeben wurde.
Von 1955 bis 1960 war die Coburger Volkssternwarte auf dem Eckardtsturm untergebracht. In den Jahren 1980/81 wurde eine Instandsetzung des Turmes durchgeführt. Dabei wurden neue Decken und eine Stahlwendeltreppe eingebaut. Seit 1993 steht ein Relaissender des Deutschen Amateur Radio Clubs Ortsverband Coburg auf dem Turm. Das Innere des Eckardtsturm ist nicht mehr publikumszugänglich (Stand: Januar 2012).

## Architektur
Auf einem quadratischen Grundriss entstand 1873 mit einem Sandsteinquadermauerwerk ein 21 Meter hoher, neugotisch gestalteter Turm, der mit seinen Lichtscharten ähnlich einem mittelalterlichen Stadtmauerturm ist. Das vorspringende Sockelgeschoss ist durch ein rustiziertes Mauerwerk gekennzeichnet und hat auf der Talseite ein spitzbogiges Eingangsportal mit der Bezeichnung S D 1873. Oberhalb des Eingangs ist ein erkerartiger Vorbau mit ursprünglich bunt verglasten Spitzbogenfenstern angeordnet. Den Abschluss bildet ein Zinnenkranz, der eine Aussichtsplattform umfasst.
Der Turm ist über eine nordöstlich zuführende Baumallee und einen westlich angelegten Treppenaufgang erschlossen.